# José Francisco Monteiro (comendador)
José Francisco Monteiro  (Porto, 19 de março de 1830 — Humaitá, 10 de outubro de 1917) foi um povoador e comendador português radicado no Brasil, fundador da cidade de Humaitá, no estado do Amazonas, aos 15 de maio de 1869.
Tornou-se comendador  por decreto de 7 de maio de 1887.